# Stadttempel

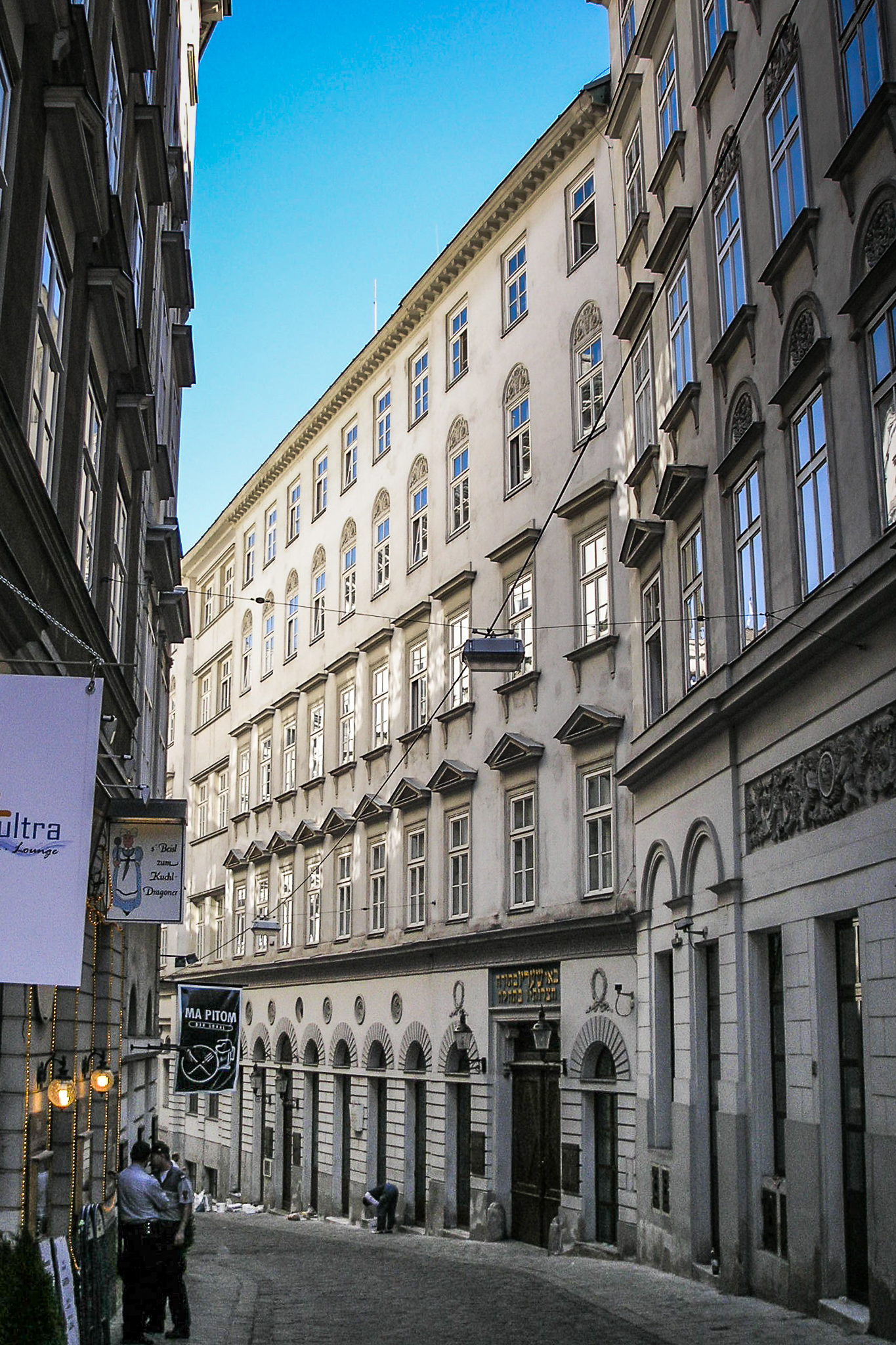
Seitenstettengasse 4, in der sich der Stadttempel befindet

Der Stadttempel ist die Hauptsynagoge von Wien. Er befindet sich im 1. Wiener Gemeindebezirk Innere Stadt in der Seitenstettengasse 4. Deshalb wird die Hauptsynagoge auch Seitenstettentempel genannt. Es war vor 1938 auf Grund der Vielzahl von Synagogen und Gebetsräumen in Wien üblich, die Einrichtungen nach den Straßen oder Gassen zu benennen.

## Geschichte

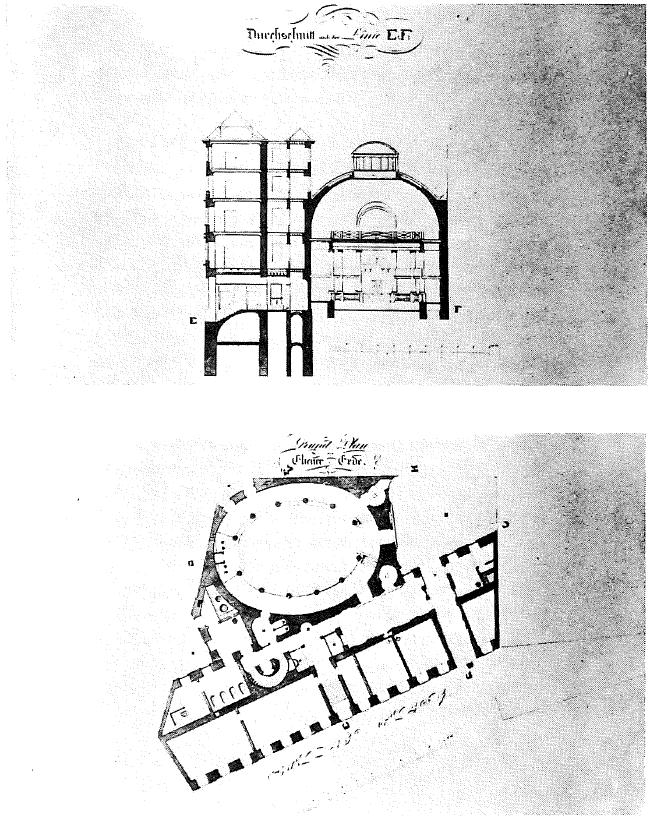
Baupläne nach Joseph Kornhäusel

Mit dem wirtschaftlichen Aufschwung einiger jüdischer Familien am Ende des 18. Jahrhunderts und den durch ein Toleranzpatent Kaiser Joseph II. ermöglichten Emanzipationsbestrebungen der Juden entstand auch der Plan zur Errichtung einer repräsentativen Synagoge in der Innenstadt. Dieses Vorhaben wurde vom Vorstand der Jüdischen Gemeinde unterstützt und 1819 in einem Schreiben allen Mitgliedern bekannt gegeben. Zwei der in Aussicht genommenen Bauplätze wurden vom Magistrat nicht genehmigt. 1811 kauften Michael Lazar Biedermann und Isaak Löw Hofmann um 90.000 Gulden den Pempflingerhof (vulgo Dempfingerhof) in der heutigen Seitenstettengasse. 1823 musste das Gebäude aber wegen Baufälligkeit abgerissen werden und Joseph Kornhäusel, einer der bekanntesten Wiener Architekten seiner Epoche, erhielt den Auftrag zum Neubau. Die Grundsteinlegung für den im klassizistischen Stil geplanten Bau fand am 12. Dezember 1825 statt. Die feierliche Eröffnung folgte am 9. April 1826.

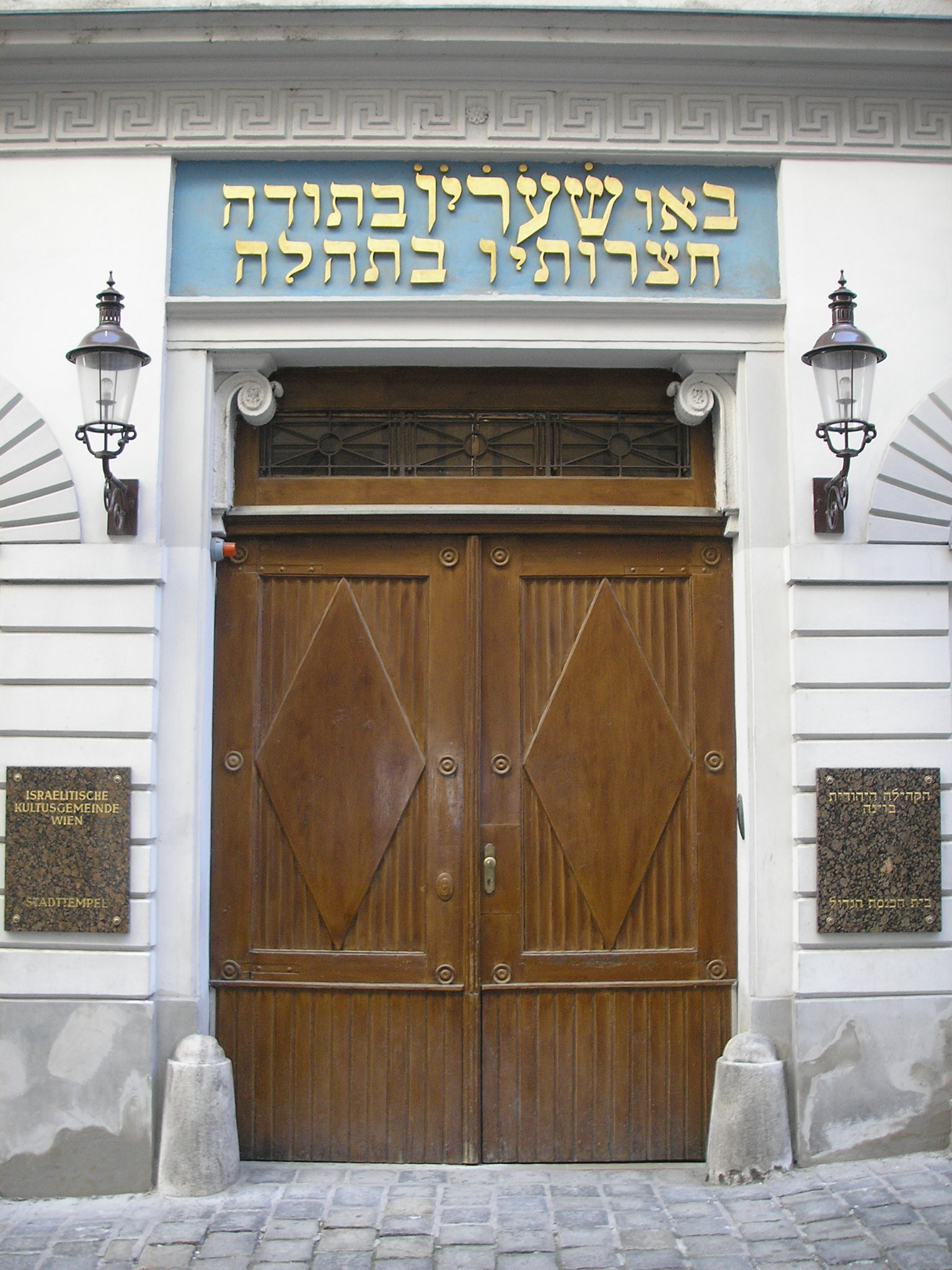
Das Eingangstor (Erklärung zur Inschrift im Text)

Entsprechend den damals geltenden Vorschriften mussten nichtkatholische Gotteshäuser, sogenannte Toleranzbethäuser, „verborgen“ werden und durften nicht unmittelbar von der Straße aus sichtbar sein. Der Kunsthistoriker Max Eisler (1881–1937, ein orthodoxer Jude), sprach daher von der Synagoge als einem „Denkmal seiner zwiespältigen Zeit. […] Draußen – da die Juden ihre Gotteshäuser nicht an der Straße kenntlich machen durften – wie ein Zinshaus, drinnen wie ein Theater. Nur kein Tempel.“ Die Synagoge selbst befindet sich daher hinter einem fünfgeschoßigen Mietshaus mit 14 Fensterachsen und einer klassizistischen Fassade, in dem Einrichtungen der Israelitischen Kultusgemeinde untergebracht sind. Der Zugang zum Stadttempel, der als selbständiger Bau errichtet ist, erfolgt durch das Straßengebäude.
Über dem Eingangstor des Straßengebäudes befindet sich die Inschrift (aus Ps 100,4 ):

„bo'u sche'araw betoda chatzerotaw bitehilla“

„Kommet zu seinen Toren mit Dank, zu seinen Vorhöfen [des Jerusalemer Tempels] mit Lobgesang!“

Die durch ihre Größe hervorgehobenen Buchstaben von schearaw – in der 1. Zeile von rechts beginnend ab dem vierten Buchstaben – ergeben eine Zahl, die an das Baujahr erinnert, nämlich schin/300 + ajin/70 + resch/200 + jod/10 + waw/6 = 586 – man denke sich die 5000 davor und kommt dann auf 5586 nach dem jüdischen Kalender = 1825/26.

Inneres der Synagoge, Aufnahme von 1906

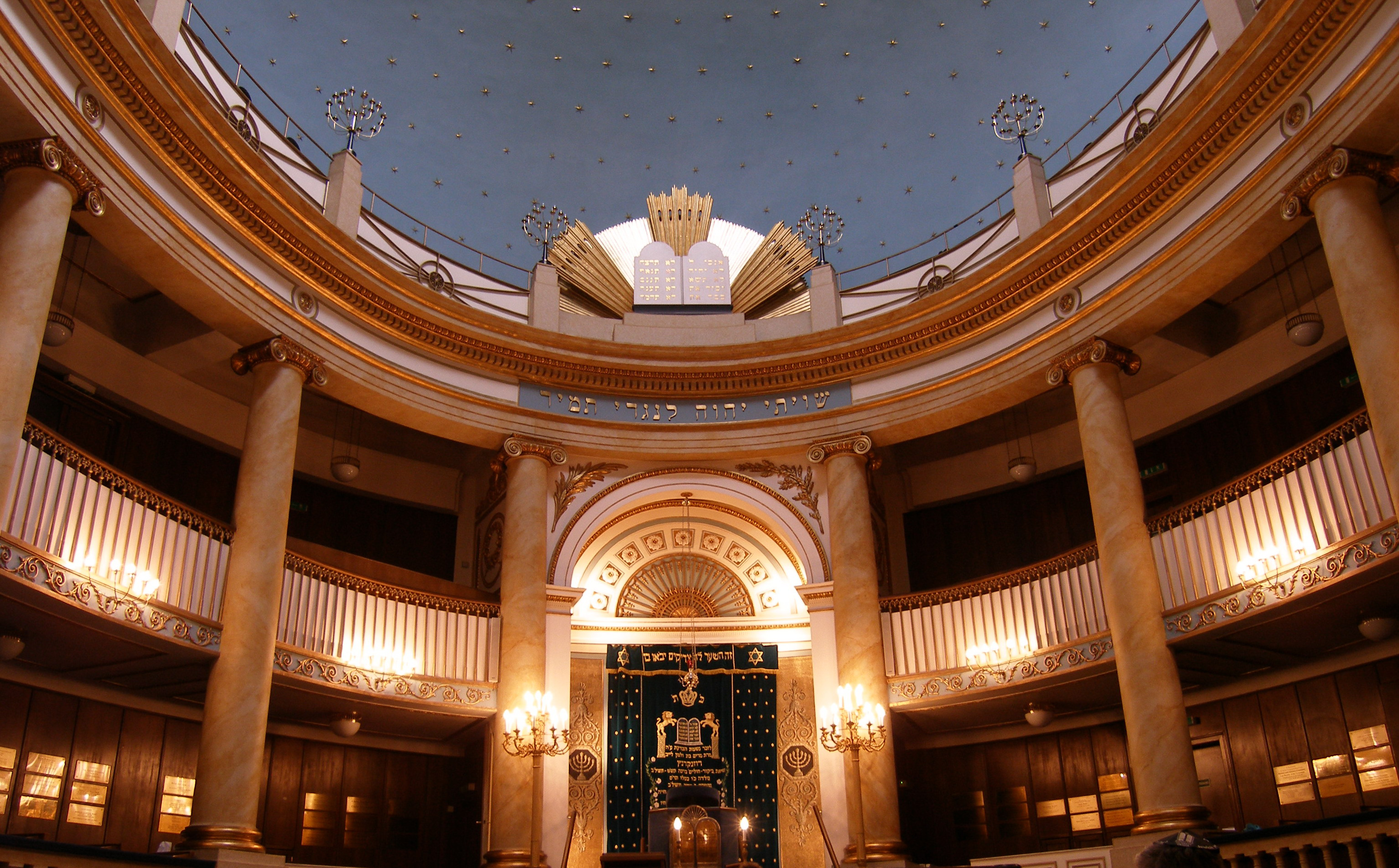
Wiener Stadttempel – Innenraum der Synagoge, 2006

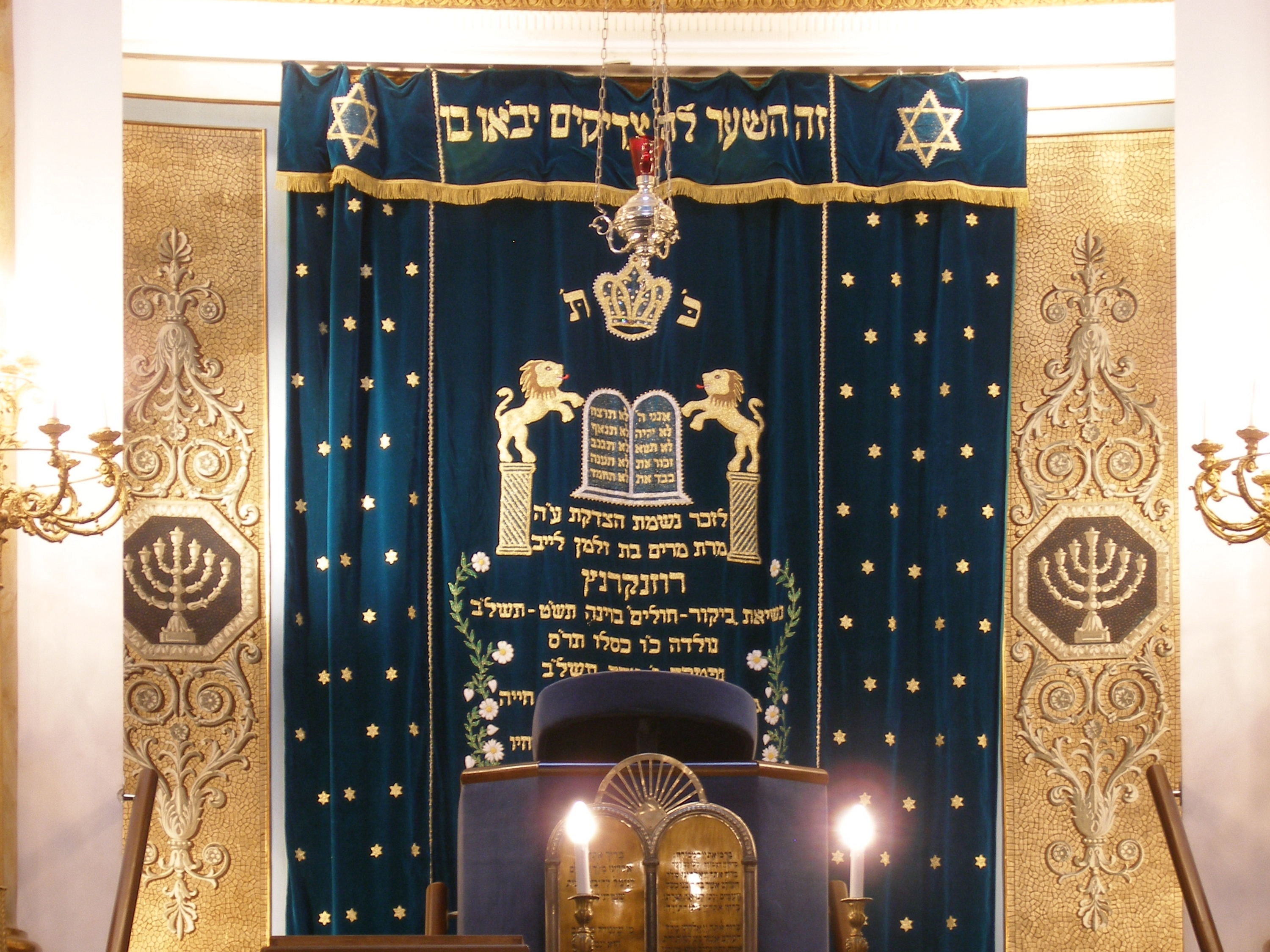
Wiener Stadttempel – Vorhang vor dem Toraschrein

Der ovale Gebetsraum mit einem umlaufenden Kranz von zwölf ionischen Säulen, auf denen die Frauengalerie ruht, wird von einer Kuppel und zwei Laternen überwölbt. Das Parterre ist den Männern vorbehalten. Insgesamt hat die Synagoge etwa 700 Sitzplätze. Der Toraschrein an seiner Front wird im Kuppelbereich von den in einem Strahlenkranz eingebetteten halbplastisch ausgebildeten Gesetzestafeln bekrönt.
Die heutige Raum- und Lichtgestaltung entspricht nicht mehr dem ursprünglichen Zustand, denn schon anlässlich der ersten Renovierung durch Wilhelm Stiassny ab 1895 gab es Veränderungen an der Frauengalerie, der Ausschmückung der Kuppel und der Beleuchtung, nachdem schon 1867 die Gasbeleuchtung eingeführt worden war. 1923 folgte eine zweite Renovierung. Der heutige Zustand ist das Ergebnis der 1963 vorgenommenen Generalrenovierung. 1934 wurde im Vorraum vom Bund jüdischer Frontsoldaten eine Gedenktafel für die vielen gefallenen jüdischen Soldaten des Ersten Weltkrieges angebracht.

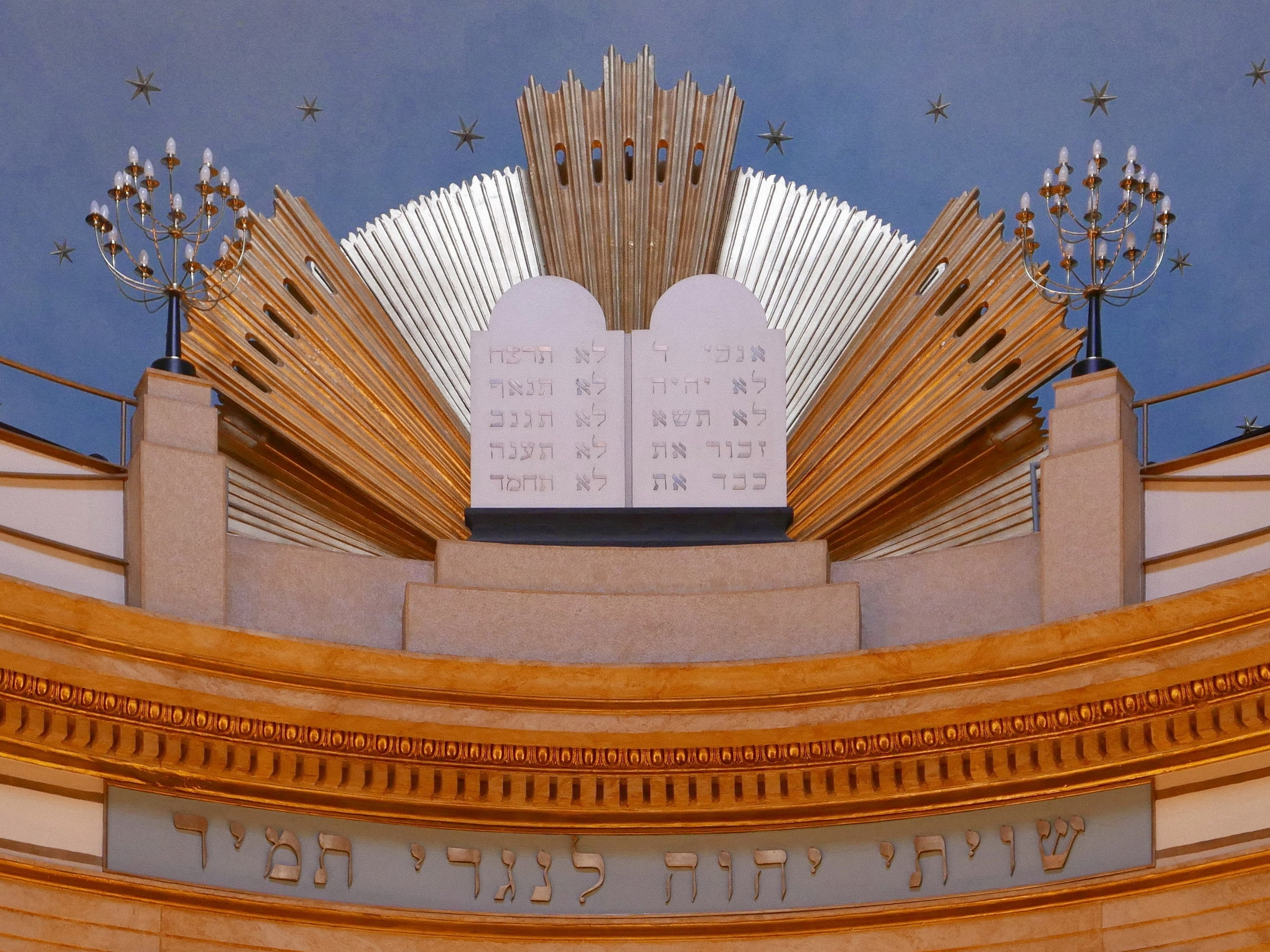
Wiener Stadttempel – Die Tafeln des Dekaloges über dem Toraschrein

Als erster Rabbiner amtierte hier Isaak Mannheimer bis zu seinem Tod im Jahre 1865, auf seinen Vorschlag wurde 1826 Salomon Sulzer als Kantor nach Wien berufen.

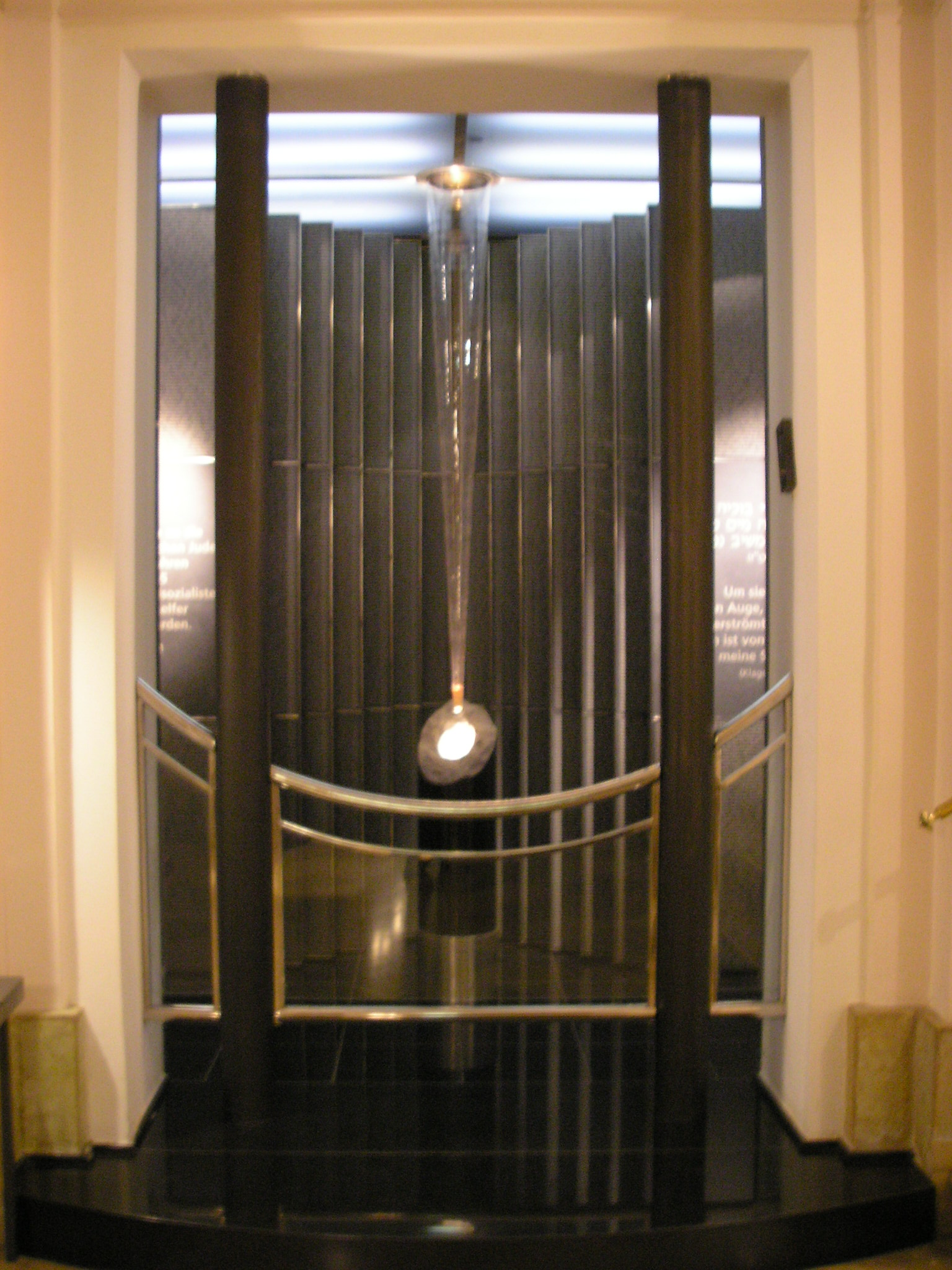
Die 2002 errichtete Shoah-Gedenkstätte im Eingangsbereich

Während in der Pogromnacht des 9./10. November 1938 alle anderen der über 130 Wiener Synagogen und Bethäuser in Brand gesteckt wurden, entging die Wiener Hauptsynagoge durch ihre enge Verbauung im Wohngebiet als einzige der Vernichtung. Der Innenraum wurde aber entweiht, verwüstet und als Sammellager für die Wiener Juden missbraucht, die dann deportiert und anschließend im Holocaust ermordet wurden. Daran erinnert eine im September 1988 enthüllte Gedenktafel in der Eingangshalle.
Im Vorraum befinden sich mehrere Gedenktafeln, so eine für die verewigten, im Stadttempel tätig gewesenen Rabbiner. Seit 1894, als Oberrabbiner Moritz Güdemann, der bis dahin im Leopoldstädter Tempel wirkte, in die Synagoge in der Seitenstettengasse wechselte, ist der Stadttempel traditionell die Synagoge aller Wiener Oberrabbiner. Die Inschrift „Dem Gedenken der jüdischen Männer, Frauen und Kinder, die in den schicksalsschweren Jahren 1938–1945 ihr Leben ließen“ befindet sich zusammen mit dem Vers aus dem „Awinu Malkenu“-Gebet: „Unser Vater, unser König, tue es um derentwillen, die für deinen Heiligen Namen ermordet wurden“ auf einer anderen, bald nach 1945 angebrachten Gedenktafel. Ein weiteres Ehrenmal gilt den ehemaligen österreichischen Juden, die im Israelischen Befreiungskrieg 1948 fielen. Ebenfalls im Vorraum befindet sich eine am 3. Juni 1993 eingeweihte Gedenkstätte für Aron Menczer, Leiter der Einwanderungsbewegung für Jugendliche nach Palästina, und die zionistische Jugend Wiens. Am 9. November 2002 wurde hier eine Gedenkstätte für die 65.000 ermordeten österreichischen Juden enthüllt. Inmitten von drehbaren Schiefertafeln, auf denen alle erfassten Namen der Getöteten eingraviert sind, steht eine abgebrochene Granitsäule als Zeichen für das von den Nationalsozialisten vernichtete Gemeinwesen, das bis 1938 zu den ganz großen Zentren des Judentums gezählt hatte. In der Synagoge erinnern noch zahlreiche weitere von Angehörigen gestiftete Gedenktafeln an Opfer der Judenverfolgung.
Ab Herbst 1945 konnten in der vorerst provisorisch renovierten Synagoge wieder Gottesdienste gehalten werden. Am 2. April 1946 fand ein feierlicher Gottesdienst in Anwesenheit des Wiener Bürgermeisters Theodor Körner zur Erinnerung an das 120-jährige Jubiläum der Einweihung statt, der über Rundfunk auch in die USA, nach Großbritannien und nach Palästina gesendet wurde; aber erst im September 1947 wurden wieder Bänke eingebaut.

### Besondere Veranstaltungen
Am 14. August 1949 wurden hier die Särge von Theodor Herzl, seiner Eltern sowie seiner Schwester unter einer Fahne Israels vor ihrer Überführung nach Israel aufgebahrt. Der damalige Oberrabbiner Akiba Eisenberg sprach während dieser Zeremonie unter anderem: „Der Geist Herzls, der immer wieder stolz verkündete und uns allen verkünden ließ: Ich bin Jude!, der Geist jenes Mannes, der wie Joseph an die Erlösung geglaubt hat, der Geist Herzls lebt, das Land und das Volk leben.“
Vor der Überführung nach Israel wurden hier im November 1950 auch die Gebeine des ehemaligen Oberrabbiners Zwi Perez Chajes aufgebahrt.
1958 sang der berühmte Tenor Richard Tucker während eines seiner Gastspiele an der Wiener Staatsoper als Kantor im Tempel, um seine Hochachtung für Salomon Sulzer auszudrücken; laut seiner Biographie war dies „eine seiner größten Erfahrungen“.
Im Jahre 1963 wurde der Stadttempel nach neun Monate dauernden Renovierungsarbeiten nach Plänen von Otto Niedermoser wieder geöffnet werden.
1976 wurde zum Gedenken an das 150-jährige Jubiläum des Stadttempel ein Festgottesdienst gefeiert, bei dem zahlreiche österreichische Politiker wie Bruno Kreisky, Otto Rösch, Christian Broda, Hannes Androsch und Karl Lütgendorf anwesend waren.
1984 ließ Oberrabbiner Paul Chaim Eisenberg die Bima, das Vorlesepult, um einige Meter mehr in die Raummitte versetzen, um den Ansprüchen der Halacha, der orthodoxen Tradition, zu entsprechen.
1988 wurde die Synagoge abermals, durch den Bauunternehmer Richard Lugner, renoviert, wobei insbesondere die Vorräume großzügiger gestaltet wurden.
2001 wurde das 175. Jubiläum des Stadttempels unter Mitwirkung des Tenors Neil Shicoff und im Beisein des Bundespräsidenten Thomas Klestil gefeiert.

### Terroranschläge 1979 und 1981
Am 22. April 1979 explodierte im Hof der Synagoge ein halbes Kilogramm Plastiksprengstoff. Verletzt wurde niemand, aber alle Glasfenster zersplitterten und es entstand großer Sachschaden. Die Attentäter hatten ungehindert in die Synagoge eindringen können. In der Folge übernahm die palästinensische Extremistengruppe Adler der Revolution (as-Sa'iqa) die Urheberschaft.
Am 29. August 1981 verübten zwei schwer bewaffnete Terroristen der palästinensischen Extremistengruppe Fatah-Revolutionsrat einen Anschlag auf den Stadttempel mit 2 Toten und 21 teils Schwerverletzten. Die Attentäter, von denen einer bereits den Anschlag auf Heinz Nittel verübt hatte, drangen am Sabbat um 11:30 Uhr während des Gottesdienstes in die Synagoge ein, warfen Handgranaten und feuerten in die Menge. Zur Sicherung eingesetzte Polizisten sowie zwei private Wachposten wurden im Kugelhagel schwer verletzt. Einer der Attentäter wurde durch einen zufällig anwesenden Privatdetektiv angeschossen und konnte im Zuge der anschließenden Großfahndung in der Nähe festgenommen werden. Auch der zweite Terrorist wurde nach einer Verfolgungsjagd, während der er noch zwei Passanten getötet und Handgranaten auf einen Funkstreifenwagen geworfen hatte, gestellt.
Noch heute wird der Stadttempel, wie andere jüdische Einrichtungen in Österreich, von der Polizei ständig geschützt.

### Terroranschlag 2020
Am Abend des 2. November 2020 wurde, ausgehend von der Seitenstettengasse und dem belebten Lokalviertel Bermudadreieck, ein Terroranschlag in der Wiener Innenstadt verübt. Dabei wurden 5 Personen (darunter der Täter) getötet und 22 weitere teils schwer verletzt.

## Organisation

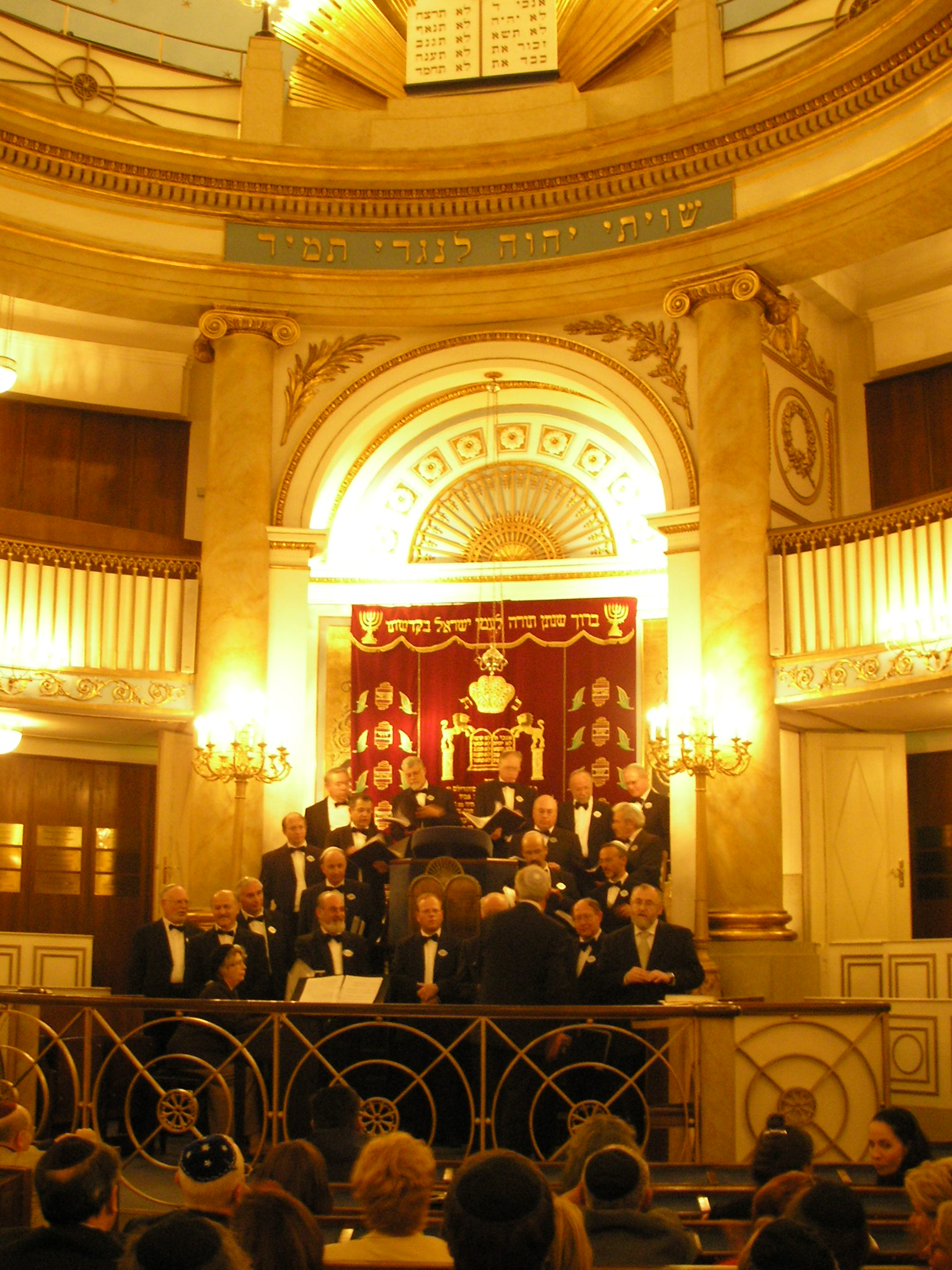
Kantorenkonzert

Die Rabbiner des Stadttempels sind seit 1894, als Oberrabbiner Güdemann vom Leopoldstädter Tempel in die Seitenstettengasse wechselte, auch die Oberrabbiner von Wien; von 2016 bis Juni 2019 war es Arie Folger, seit 2020 ist es Jaron Engelmayer. Das Jüdische Museum Wien bietet geführte Besichtigungen des Stadttempels an. Seit 1990 werden auf Anregung von Paul Chaim Eisenberg hier auch alljährliche Kantorenkonzerte unter Mitwirkung berühmter Kantoren aus aller Welt, wie etwa Naftali Herstik, veranstaltet.